# فلويد ويست
فلويد ويست (بالإنجليزية: Floyd West)‏ هو موسيقي جامايكي، ولد في 13 ديسمبر 1980.